# 马吉芬
菲里奥·诺顿·马吉芬（英語：Philo Norton McGiffin，1860年12月12日/13日—1897年2月11日），美国海軍軍官，後來越洋至大清帝國為軍事顧問。1877年從美国海军学院毕业，1885年来華，成為北洋水师教官，帮助訓練海軍軍官和参与海军建设；1894年甲午战争爆發，同年9月他作为镇远舰帮办参與了黄海海战並因此负伤。甲午战争结束后，1895年他返回美国，但战争中造成的病痛一直困扰着他，又加上美國輿論對北洋海軍多所輕視，1897年2月11日，他在纽约的医院自杀。马吉芬終身未婚。

## 早年
马吉芬出生于宾夕法尼亚州的华盛顿一个军人家庭，他的父亲诺顿·马吉芬曾是美国内战时期的一名上校。马吉芬曾就讀華盛頓與傑弗遜學院，1877年转入安纳波利斯的美国海军学院，1884年毕业，但当时美国海军没有足够的军官职缺，只有成績優異的毕业生才能當上军官，他在拿到了差不多一年薪資的补偿费之後，回到家乡。

## 來到中國

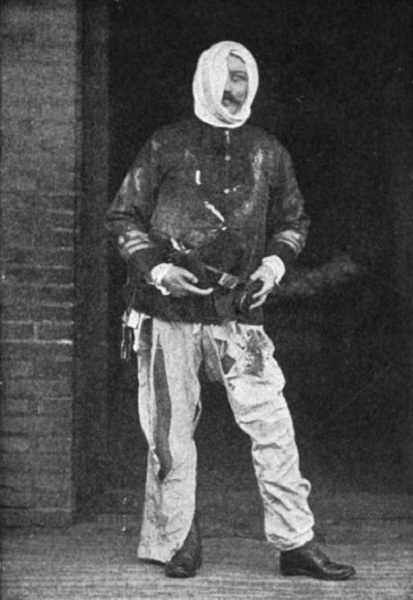
马吉芬在黄海海战后负伤的照片

1885年（清光緒十一年），马吉芬来華，獲李鴻章邀請到北洋水师任職，作為天津水师学堂的外籍教习（教官）任教近9年。在此期间，他为北洋水师的組建提供了很多帮助，还曾带队前往英國協助監督4艘清廷訂製的鐵甲艦的建造。马吉芬非常热爱海军事业，一直希望有一天能回到美国海军任职，也希望在中国海军的经历能为他重返美国海军提供帮助。
1894年，中日甲午战争爆发，马吉芬作为镇远舰帮办（相当于副舰长）加入北洋海军参战。在1894年9月17日的黄海海战中，马吉芬英勇的参加了战斗，头部等多处负伤。战后，他还获得了清廷颁发的嘉奖。

## 最后岁月
1895年，甲午战争结束后，马吉芬回到美国，他写了一些亲历黄海海战的回忆文章，并为北洋海军的行动辩解。在给《世纪》雜誌的一篇记叙黄海海战的文章中，他曾写道：“水師提督丁汝昌是那些为国捐躯的人们的代表，他是一位勇敢的战士和真正的绅士。他被自己的同胞背叛，和优势的敌人奋战，在大势已去时，尽自己最后的职责来保全部下的生命。……在那个午夜，当他服下毒药结束自己生命的时候，他的心中想必是充满了苦涩吧。”
战争遗留的伤痛一直困扰马吉芬，他的頭部受到重創，非常痛苦。美國社會輿論和當時的西方輿論一樣，分辨不太清甲午戰爭爆發的原委，只看到了最後的結果，因此马吉芬在美國報刊上撰文並各處演講，將他所親見親歷的北洋海軍的戰鬥情況介紹給大眾，但被輿論當作了瘋子、狂人，認為是他頭部的戰傷使得他精神錯亂。
1897年2月11日，他在纽约的医院自杀，这一天正是北洋海军水師提督丁汝昌两年前自杀的日子。馬吉芬穿著一身北洋海軍軍服，盛殮在鋪蓋著黃龍旗的棺柩中下葬。
马吉芬的墓碑正面上方刻着交叉着的大清黄龙旗和美国国旗，中间有一只船锚，下面写着：
|  | Philo Norton McGiffin Dec. 13, 1860 - Feb. 11, 1897 Commender of the Chinese Battle-Ship Cheu Yueh at the Battle of Yalu. Septermber 17, 1894 A broken and a contrite heart, O God, thou wilt not despise 菲里奥·诺顿·马吉芬 1860年12月13日－1897年2月11日 于1894年9月17日黄海海战担任中国军舰镇远号指挥官 神啊，忧伤痛悔的心，你必不轻看 |

背面则刻着：
|  | This tablet is erected in tender memory of a Brave Man, who loved his own, but gave his life for an alien flag 以此纪念一位深爱着自己祖国，却把生命奉献给另一面国旗的勇士 |

## 傳記
馬吉芬姪媳婦馬芬妮曾為其作傳，张黎源中譯為《北洋海军洋员马吉芬传》。馬幼垣教授有專文研究馬吉芬——《馬吉芬與北洋海軍》。

## 外部連結
- 馬吉芬黃海海戰回憶錄 The Battle of the Yalu
- Alfred T. Story. . The Strand Magazine. Vol. 10. 1895年12月: 第616~624頁 （英语）. 中譯為馬吉芬訪談錄（页面存档备份，存于）
- Captain Philo Norton McGiffin （页面存档备份，存于）